# Како (тяжёлый крейсер)
«Како» (яп. 加古, по названию реки в префектуре Хёго) — японский тяжёлый крейсер, второй представитель типа «Фурутака».
Построен в Кобэ в 1922—1926 годах. Активно использовался в межвоенный период, в 1936—1937 годах прошёл в Сасэбо радикальную модернизацию.
В ходе боевых действий на Тихоокеанском театре Второй мировой войны в 1941—1942 годах в составе 6-й дивизии крейсеров участвовал в захвате Гуама, Уэйка, Рабаула и Лаэ, сражениях в Коралловом море и у острова Саво. Сразу после последнего, 10 августа 1942 года, был потоплен американской подводной лодкой S-44.

## Строительство

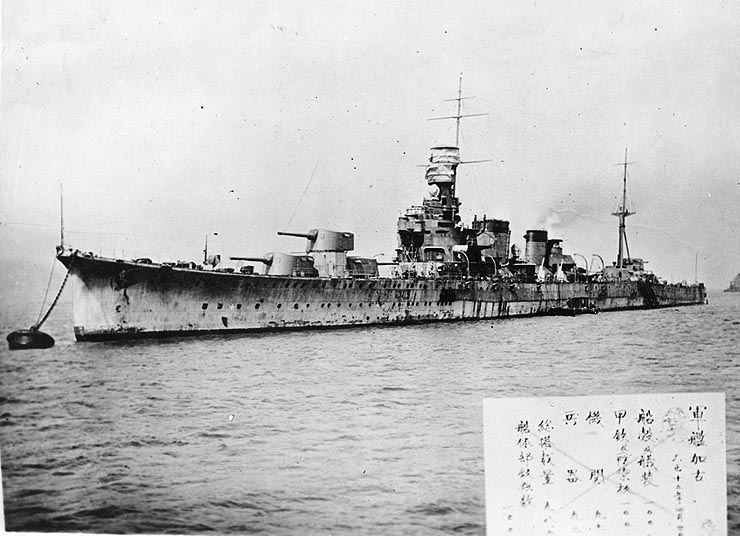
«Како» в ходе достройки на плаву, апрель 1926 года.

Заказ на строительство двух 7500-тонных крейсеров в рамках «Новой программы пополнения флота» стоимостью по 15 млн иен каждый был выдан 20 июня 1922 года.
9 октября первому кораблю типа было присвоено название «Како» (в честь реки в префектуре Хёго), а 17 ноября он был заложен на верфи компании «Кавасаки» в Кобэ под заводским номером 540.
На воду крейсер был спущен 10 апреля 1925 года. На ходовых испытаниях 1 мая 1926 года в проливе Кии при водоизмещении 8640 тонн и мощности машин 103 971 л. с. он развил 34,899 узла, превысив тем самым контрактные 34,5.
20 июля 1926 года «Како» был передан флоту, почти на 4 месяца отстав от заложенного вторым «Фурутака».

## История службы
После вступления в строй 20 июля 1926 года «Како» был приписан к ВМБ Йокосука и получил позывные JJAA. 1 августа он стал флагманом 5-й дивизии (одна марка на трубах), сменив в этой роли «Фурутаку» (помимо них в дивизии также был 5500-тонный «Сэндай»). С 1 декабря в дивизию входили «Како», «Фурутака», «Нака» и «Дзинцу».
27 марта 1927 года 5-я дивизия покинула Саэки, прибыв в порт Мако на Пескадорских островах 5 апреля, а 26 апреля вернулась в Сасебо. Летом того же года «Како» участвовал в больших маневрах флота, 5 августа на показательных стрельбах расстреляв 200-мм снарядами списанный крейсер «Тиёда». 19-28 сентября на корабле были проведены работы по замене антенн радиостанций на более совершенные. С 1 декабря состав 5-й дивизии был сведён только к тяжёлым крейсерам и включал теперь «Кинугасу» (флагман, одна марка), «Аобу» (две марки), «Како» (три марки) и «Фурутаку» (четыре марки).

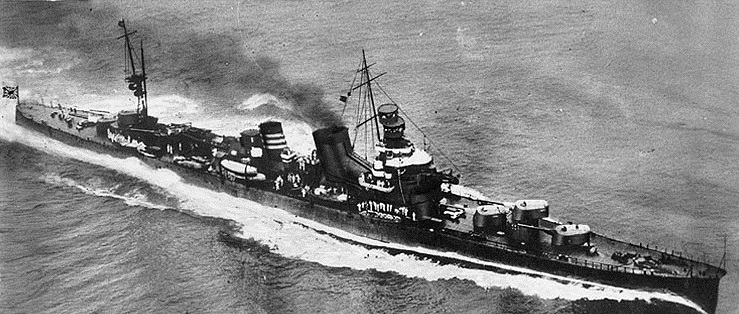
«Како» в Токийском заливе, декабрь 1928 года.

29 марта 1928 года 4 крейсера 5-й дивизии вышли из залива Ариакэ и 9 апреля прибыли в Рёдзюн, откуда 19 апреля перешли к Циндао, где прикрывали высадку войск Второй Шангунгской экспедиции, начатой под предлогом защиты прав японских граждан на Шаньдунском полуострове). Осенью 1928-го «Како» вместе с подразделением участвовал в очередных маневрах, а 4 декабря — в торжественном смотре флота в Йокосуке, приуроченном к коронации императора Хирохито.
28 марта 1929 года 5-я дивизия вышла в район Циндао, 3 апреля прибыла в Рёдзюн и позже вернулась обратно. С 24 июля по 10 мая 1930 «Како» прошёл ремонт в Йокосуке, в ходе которого были улучшены работа турбин и вентиляция танков с жидким топливом. 17 мая 1930 года «Како» вместе с «Аобой» и «Кинугасой» вышел из Нагои в южные моря, вернувшись в Йокосуку 19 июня. Осенью эти корабли приняли участие в ежегодных маневрах и смотре флота 26 октября в Кобэ.
С 1 декабря 1930 «Како» был выведен в резерв и с 15 мая по 19 сентября 1931 прошёл докование в Йокосуке, а с 10 ноября по 31 мая 1932 и первую серьёзную модернизацию года на верфи в Курэ. При ней 76-мм зенитные орудия тип 3 заменили на 120-мм тип 10, удлинили первую дымовую трубу, добавили два спаренных 13,2-мм пулемёта тип 93 (над мостиком) и катапульту типа Курэ № 2 модель 1 (перед четвёртой башней ГК).
1 декабря 1932 года «Како» вернулся в состав 5-й дивизии (четыре марки) вместе с «Аобой» (флагман, одна марка) и «Кинугасой» (две марки). В апреле 1933 они участвовали в маневрах и стрельбах у острова Осима по кораблю-цели «Хайкан № 2» (бывший крейсер «Тонэ», потоплен авиабомбами палубной авиации 30 апреля). 20 мая все три корабля были переданы из 5-й в 6-ю дивизию. С 11 мая по 10 июня 1933 года «Како» проходил докование в Курэ, в ходе которого была улучшена вентиляция центральных и кормовых торпедных отсеков. 29 июня все три крейсера вышли из Сасэбо к побережью Южного Китая, 5 июля прибыли в Мако, 13 июля зашли в Такао и вернулись в Токийский залив 21 августа. Там они участвовали в морском смотре 25 августа.

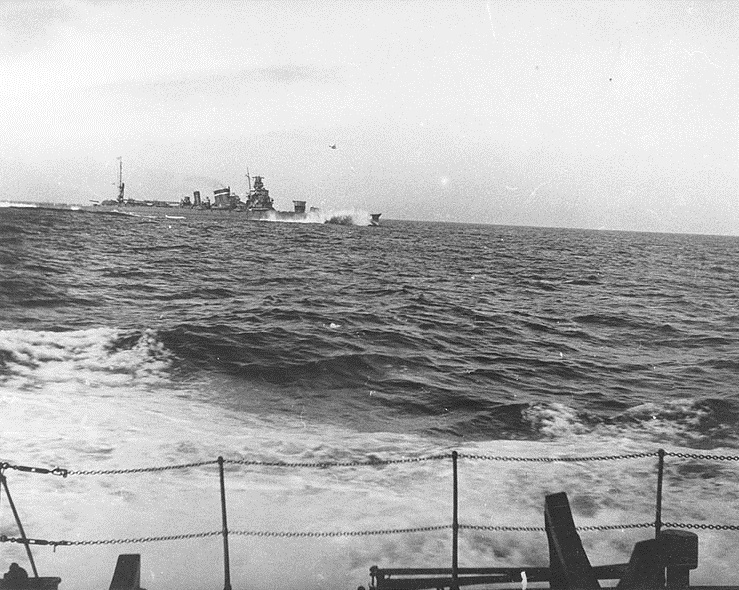
«Како» после реконструкции в 1940 году.

11 декабря 1933 года «Како» был снова выведен в резерв. Он прошёл докование в Курэ с 10 ноября 1934 по 22 февраля 1935 и с 20 мая по 30 июля того же года, при этом рулевое колесо с паровым приводом было заменено на электрогидравлическое. 4 июля 1936 года крейсер был поставлен в сухой док для проведения реконструкции, продлившейся вплоть до 27 декабря 1937 года. В ходе этой реконструкции шесть 200-мм одиночных установок типа A заменялись на три спаренные 203-мм типа E2 (две в носу, одна в корме), шесть 610-мм спаренных торпедных аппаратов тип 12 на два счетверённых тип 92, были также добавлены 4 спаренных 25-мм зенитных автомата тип 96. Радикально изменились носовая надстройка и системы управления огнём (в частности, были установлены два КДП с визиром центральной наводки тип 94). У турбозубчатых агрегатов заменили изношенные лопатки роторов (с доведением суммарной теоретической мощности до 110 000 л. с.), вместо 12 старых котлов разместили 10 новых и сузили заднюю дымовую трубу. На место старой катапульты установили новую — тип № 2 модель 3 1-й модификации, позволяющую запускать гидросамолёты взлётной массой до 3000 кг. Наконец, были добавлены були и скуловые кили, улучшившие противоторпедную защиту и остойчивость, но снизившие максимальную скорость. Экипаж крейсера после реконструкции возрос и составлял теперь 639 человек (50 офицеров и 589 нижних чинов).
26 марта 1940 года «Како» (флагман 6-й дивизии) и «Фурутака» вышли из бухты Ариакэ к побережью Южного Китая и прибыли в Такао 2 апреля. 11 октября они участвовали в морском смотре в Иокогаме, посвящённом 2600-летию основания японского государства легендарным императором Дзимму.
24 февраля 1941 года «Како», «Фурутака» и «Аоба» вышли из Сасэбо к побережью Южного Китая, зашли в Мако и 3 марта вернулись во Внутреннее море. В июне—августе крейсер совершал походы у побережья Японии, а 5—14 сентября вместе с «Фурутака» перешёл из Муродзуми в Курэ.
5 и 7 октября 6-я дивизия выходила в район Муродзуми для маневров, 19—20 октября прибыла в Саэки, где находилась до конца месяца. С 1 по 15 ноября она участвовала в учениях в проливе Бунго. 19—24 ноября «Како» последним в дивизии прошёл докование в Курэ, в ходе которого получил размагничивающую обмотку. С 30 ноября по 2 декабря дивизия совершила переход на остров Хахадзима в архипелаге Бонин.

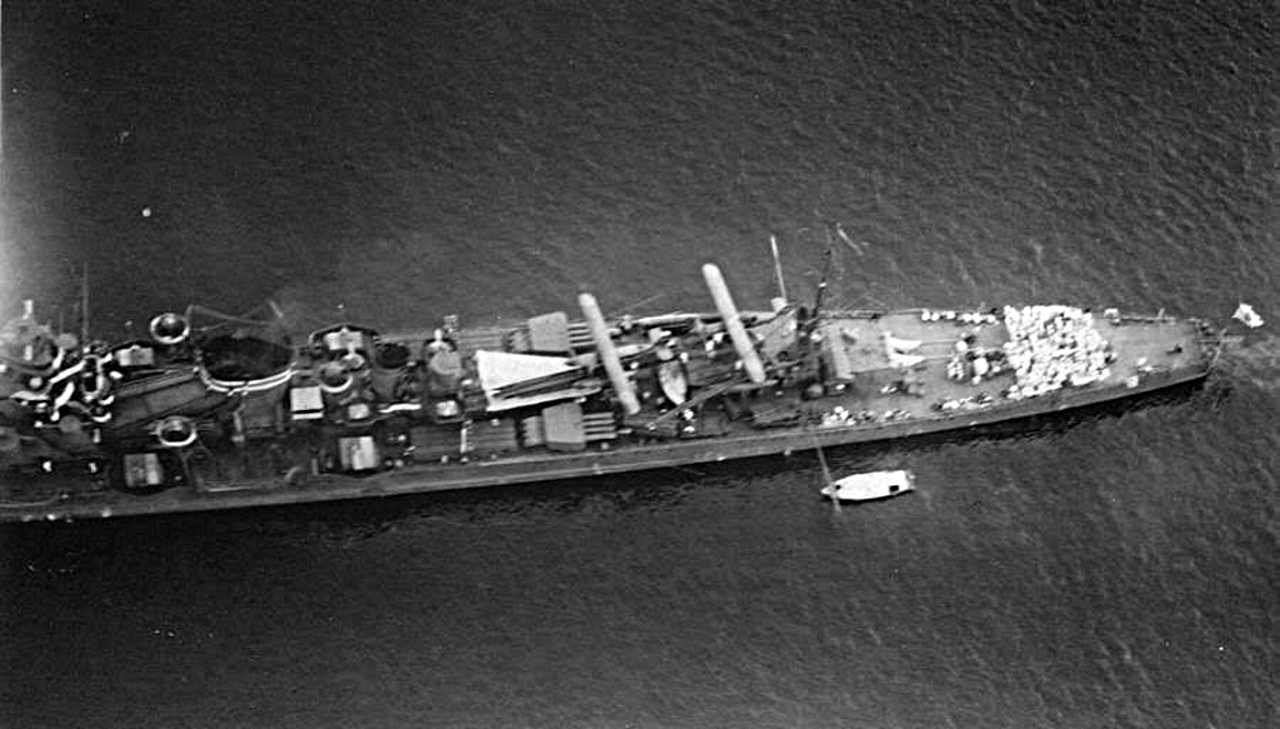
«Како» в 1941 году. Видны счетверённые торпедные аппараты и катапульта.

В тот же день на крейсере приняли шифрованное сообщение «Ниитака-яма ноборэ хито фута мару хати», являющееся кодовым сигналом для начала Гавайской операции. 4—8 декабря соединение перешло к Гуаму и участвовало в его захвате, а 12 декабря прибыло на Трук. На следующий день 6-я дивизия вышла к атоллу Уэйк и 23 декабря поддерживала огнём его второй штурм, закончившийся капитуляцией американского гарнизона.
18 января 1942 года все четыре крейсера 6-й дивизии вышли из Трука и 23 января прикрывали высадку японских войск в Рабауле и Кавиенге в ходе операции «О», а через неделю бросили якоря в Рабаульской бухте. 1 февраля в связи с рейдом 8-й оперативной группы вице-адмирала Хэлси (авианосцы «Саратога» и «Энтерпрайз») на атоллы Кваджалейн и Вотье крейсера 6-й дивизии направились на её перехват, но успеха не достигли и 10 февраля вернулись на базу. 20 февраля «Како», «Фурутака» и «Кинугаса» выходили для преследования обнаруженного у Рабаула «Лексингтона», также окончившегося неудачей, и 23 февраля пришли на Трук.
2—5 марта 6-я дивизия перешла в Рабаул и 8 марта в ходе операции «СР» вместе с 18-й дивизией («Тэнрю» и «Тацута») поддерживала высадку войск в Лаэ и Саламауа. 9—28 марта оба соединения совершали рейсы по маршруту Бука—Рабаул, а в последние два дня месяца участвовали в захвате острова Шортленд и порта Киета на Бугенвиле. 7 апреля они поддерживали высадку на Манус, вернувшись 10 апреля на Трук.
30 апреля 6-я дивизия и лёгкий авианосец «Сёхо» вышли из Трука и, пройдя 2 мая проливом Бугенвиль, на следующий день прикрывали захват острова Тулаги. Эта высадка (изначально часть операции «МО», конечной целью которой был захват Порт-Морсби) привела к состоявшемуся 4—8 мая первому в истории бою авианосных соединений, известному как сражение в Коралловом море. 5 мая 6-я дивизия заправлялась от танкера «Иро» у острова Шортленд, в следующие два дня её неоднократно и безуспешно атаковали американские самолёты (в том числе дальние бомбардировщики Б-17). 8 мая «Како» и «Аоба» эскортировали идущий в Порт-Морсби конвой. 14—22 мая оба крейсера перешли в Курэ и стали там на ремонт, продлившийся до 16 июня.
16 июня «Како» и «Аоба» покинули Курэ и, проведя учения с крейсерами «Тэнрю» и «Тацута» в проливе Бунго, 23 июня прибыли на Трук. Оттуда 30 июня—5 июля они перешли в Киету, а 7 июля в бухту Реката на острове Санта-Исабель. 22 июля крейсера прибыли в Рабаул, а ещё четыре дня спустя в Кавиенг. Там они пробыли до 7 августа.
В ходе сражения у острова Саво в ночь с 8 на 9 августа «Како» входил в состав соединения вице-адмирала Микава, выпустив по американским кораблям 192 203-мм снаряда и 8 кислородных торпед Тип 93, не получив при этом никаких повреждений. При возвращении на базу 10 августа крейсер в 07:10 был поражён в правый борт тремя из четырёх 533-мм торпед Mk 10, выпущенных американской подводной лодкой S-44 с расстояния 650 м. Из-за большой площади пробоин и открытых иллюминаторов корабль быстро начал валиться на борт и затонул в течение 5 минут, при этом взорвались котлы. Это случилось у острова Симбари из архипелага Табар в точке с координатами 02°28′ ю. ш. 152°11′ в. д.. Погибло 70 и было ранено 14 человек, большая часть экипажа (в том числе и командир корабля капитан 1-го ранга Такахаси) была спасена остальными крейсерами 6-й дивизии.
15 сентября 1942 года «Како» был исключён из списков флота.

## Командиры
- 18.9.1925 — 15.11.1927 капитан 1 ранга (тайса) Акира Гото (яп. 後藤章)[24];
- 15.11.1927 — 10.12.1928 капитан 1 ранга (тайса) Дзюндзо Ёситакэ (яп. 吉武純蔵)[24];
- 10.12.1928 — 30.11.1929 капитан 1 ранга (тайса) Торароку Акияма (яп. 秋山虎六)[24];
- 30.11.1929 — 18.6.1930 капитан 1 ранга (тайса) Нобутакэ Кондо (яп. 近藤信竹)[24];
- 18.6.1930 — 1.12.1930 капитан 1 ранга (тайса) Камэдзабуро Накамура (яп. 中村亀三郎)[24];
- 1.12.1930 — 1.12.1931 капитан 1 ранга (тайса) Кацудзуми Иноуэ (яп. 井上勝純)[24];
- 1.12.1931 — 1.12.1932 капитан 1 ранга (тайса) Ситисабуро Кога (яп. 古賀七三郎)[24];
- 1.12.1932 — 15.11.1933 капитан 1 ранга (тайса) Сюндзо Мито (яп. 水戸春造)[24];
- 1.11.1933 — 15.11.1934 капитан 1 ранга (тайса) Токудзиро Ёкояма (яп. 横山徳治郎)[24];
- 15.11.1934 — 15.11.1935 капитан 1 ранга (тайса) Эй Касиваги (яп. 柏木英)[24];
- 15.11.1935 — 1.7.1936 капитан 1 ранга (тайса) Аритака Айхара (яп. 藍原有孝)[24];
- 1.7.1936 — 1.12.1936 капитан 1 ранга (тайса) Кэнсиро Осима (яп. 大島乾四郎)[24];
- 1.12.1936 — 15.12.1937 капитан 1 ранга (тайса) Масао Окамура (яп. 岡村政夫)[24];
- 1.12.1937 — 20.10.1938 капитан 1 ранга (тайса) Митиаки Камата (яп. 鎌田道章)[24];
- 20.10.1938 — 1.5.1939 капитан 1 ранга (тайса) Масаки Огата (яп. 緒方真記)[24];
- (исполняющий обязанности) 1.5.1939 — 1.7.1939 капитан 1 ранга (тайса) Акира Ито (яп. 伊藤皎)[24];
- 1.7.1939 — 15.11.1939 капитан 1 ранга (тайса) Хэйтаро Эдо (яп. 江戸兵太郎)[24];
- 15.11.1939 — 15.10.1940 капитан 1 ранга (тайса) Киитиро Хориэ (яп. 堀江義一郎)[24];
- 15.10.1940 — 15.9.1941 капитан 1 ранга (тайса) Мицуо Киносита (яп. 木下三雄)[24];
- 15.9.1941 — 10.8.1942 капитан 1 ранга (тайса) Юдзи Такахаси (яп. 高橋雄次)[24].